# Gustav von Schmoller
Gustav von Schmoller, född den 24 juni 1838 i Heilbronn, Württemberg, död den 27 juni 1917 i Bad Harzburg, var en tysk heterodox ekonom, känd som den moderna välfärdsstatens fader, och som företrädare för den yngre historiska skolan i vad som skulle komma att bli heterodox ekonomi.

## Biografi
Gustav Schmoller föddes i en småstad, som son till en officer och ämbetsman hos fursten av Württemburg, och vars mors släkt var ansedda akademiker. Efter studenten tog han anställning vid hovstaten, och började studera först 1857, vid universitetet i Tübingen. Han hade då gedigen kunskap om företagande, ledarskap och administration, samt hade kommit i kontakt med samhällets olika grupper. Efter systematiska och hängivna studier för bland andra Max Duncker, tog han examen 1861 i statsvetenskap. Under de närmaste åren skrev han historievetenskapliga verk med ekonomisk infallsvinkel, och besökte olika tyska universitet.
Schmoller blev professor i statsvetenskap 1864 vid universitetet i Halle, 1872 vid Strassburg, och 1882 (efter Adolf Held) vid Humboldt-Universität zu Berlin. Han bildade Verein für Socialpolitik 1872, och var dess ordförande till sin död 1917. 1897 blev han rektor för universitetet i Berlin, varmed han verkställde den universitetsreform som hans vän Friedrich Althoff föreslagit, påverkad av Wilhelm von Humboldt. Samma år utsågs han till historiograf för den Brandenburgska historien.
Han utnämndes 1884 till ledamot av preussiska statsrådet, och valdes 1899 till sitt universitets representant i preussiska parlamentet (Herrenhaus). 
1908 upphöjdes han i adligt stånd; släkten Schmoller är känd från 1400-talet, och kommer från Neustadt an der Saale.
Han var gift med Lucia Rathgen, dotter till presidenten vid Sachsens kungarikes statsministerium, Bernhard Rathgen, och Cornelia Niebuhr.

## Akademisk gärning
Från 1878 utgav han (från 1903 tillsammans med Max Sering) skriftserien "Staats- und Sozialwissenschaftliche Forschungen" (185 häften till år 1915, de flesta författade av hans studenter), och sedan 1881 tidskriften "Jahrbuch für Gesetzgebung, Verwaltung und Volkswirtschaft im Deutschen Reiche". Han var därjämte medarbetare i källskrifts- och samlingsverket "Acta Borussica, Denkmäler der preußischen Staatsverwaltung im 18. Jahrhundert", som utgavs från 1892 av Preussiska vetenskapsakademien i Berlin. 
Schmoller betraktas som den egentlige ledaren för den historiska skolan inom nationalekonomien (som senare skulle komma att bli en del av heterodox ekonomi) - eller, med andra ord, för denna skola, sådan den utvecklade sig efter det att Wilhelm Roscher, Bruno Hildebrand och Karl Knies utförde sina banbrytande och grundläggande arbeten. Hans författarverksamhet gäller i synnerhet ekonomisk-historiska och statistiska specialundersökningar, socialpolitiska principfrågor, och metodologisk diskussion. Ett huvudsyfte för hans strävanden angav han själv vara att helt och hållet lösgöra den nationalekonomiska vetenskapen från den engelsk-franska utilitetsfilosofins dogmatik, och basera den på en annan, psykologiskt och historiskt säkrare grundval. 
Schmoller framstod tidigt som den främste representanten för den etiskt motiverade, positivt socialpolitiska riktning, vars verksamhet inleddes med den starka oppositionen mot de så kallade manchestermännen, de klassiska nationalekonomernas epigoner i olika länder. Redan i sitt inledningstal vid den historiska kongressen i Eisenach gjorde han gällande - och den ståndpunkten förblev han trogen - att de lägre klassernas ställning måste genom reformatoriskt inskridande från en stark statsmakts sida lyftas därhän, att de skulle kunna inordnas harmoniskt i samhällets och statens organism. Dessa åsikter, som framkallade bifalls- och smädelsestormar mot honom, ledde till att han betecknades av den tidens liberaler som "en tempelskändare i det sociala riket" (citatet anfört av Heinrich von Treitschke i stridsskriften "Der socialismus und seine gönner", 1875). Samtidigt framhöll han, att centraliseringens utveckling skulle uppvägas av aktning och intresse för individens frihet, för människans moraliska och intellektuella framåtskridande. 
I den metodologiska diskussionen han förde med Carl Menger kom han att framträda som en skarpare motståndare till den deduktiva metoden än han egentligen var; han förklarade sedermera i Grundriss der allgemein Volkwirschaftslehre (1900) att induktion och deduktion ha en jämbördig betydelse för tänkandet, liksom "höger och vänster fot för gåendet". 
Till Schmollers 70-årsdag utgavs en festskrift, "Die Entwickelung der deutschen Volkswirtschaftslehre im 19. Jahrhundert" (två band, 1908) med bidrag speciellt av hans lärjungar i olika länder.

## Välfärdsstaten
Tillsammans med Adolph Wagner, bildade Schmoller 1872 Verein für Socialpolitik, med syfte att fungera folkbildande och vägleda politiker i socialpolitiska frågor, efter att förnedrande ha kallats katedersocialister av Oppenheimer för deras akademiska ståndpunkter. Bildandet av denna förening var fröet till att han har kallats "den moderna välfärdsstatens fader". Trots att Verein ofta förknippas med socialdemokratin, hade Schmoller inga politiska målsättningar med föreningen, utan avsåg att skapa en tankesmedja av akademiker, vilkas tankemödor skulle främja kunskapens spridande i deras intresseområde.
Mot marxismen ställde han sig inte bara avvisande: han strävade tvärt om för att förhindra revolution bland arbetarklassen. I likhet med den äldre Marx hade han en deterministisk syn på den ekonomiska historien, men kunde av etiska skäl inte acceptera den för Marx fundamentala materialismen. Som alternativ pläderade han för att genom staten föra en ekonomisk utjämningspolitik. Detta uppfattade han inte som socialism, och han fick heller inga anhängare bland ledande socialister som Karl Kautsky. Han etiska norm var social rättvisa, en rättvisa han uppfattade som ett objektivt sant faktum, och inte som en subjektiv ståndpunkt eller ett politiskt ställningstagande.

## Kritik
Senare under 1900-talet kritiserades han än mera än under sin samtid, för sina teorier. Främst var det Schmollers grundsatser, som uppfattades som holism eller kollektivism och därmed i strid mot liberala värden, som tilldrog sig anmärkningar. Han anklagades också för ytlighet, och för att ha orsakat den galopperande inflation och stela byråkrati som kännetecknade det så kallade andra riket, och han menades på flera sätt ha medverkat till att den tyska medelklassen tillintetgjordes till dettas följd. 
På grund av hans starka engagemang i metodologiska frågor, menade Ludvig Pohle att han motarbetet teoribildning inom nationalekonomin.